# Leftfield
Leftfield це британський музичний електронний дует, створений у 1990 році у Лондоні. У своїй музиці вони вдало поєднували регі, даб, етнічну музику та Хаус; мікс який утворювався на виході, тогоденна музична преса, називала «прогресів-хаусом» або «інтелектуальною танцювальною музикою». Творча діяльність проекту вилинула, як на електронну так і на мейнстрімну музичну сцену Великої Британії - вони з великим випередженням впровадили свою музику в мейнстрім, поставляючи захоплюючі електронні хіти в британські хіт-паради. З їх саунду, який вони творили у своїх музичних лабораторіях, виріс новий стиль який отримав назву chillout. Іноді його просто називали leftism - за назвою їх дебютного альбому..
Вони були одними з перших електронних музикантів, які почали запрошували для своїх записів рок-, поп-, соул- та хіп-хоп вокалістів.

## Історія

### Формування
Ніл Барнз (Neil Barnes) - так звали людину, який в 1989 році міг чесно сказати: "Leftfield - це я". На той момент Leftfield існували як його сольний проект, яким він правив одноосібно і неподільно. Хоча його першої музичної любов'ю був "чорний" американський соул, до закінчення школи він відчував себе закінченим панком, але незабаром захопився електронною музикою і ді-джеював в клубі "Wag". Випробувати оригінальність своїх ідей і силу композиторського таланту він встиг також у групах Elephant Stampede і London School of Samba. 
Рекордингової дебют проекту Leftfield Ніл Барнз здійснив теж сольно: сингл «Not Forgotten» був справою його і тільки його рук. І вже після цього під прапорами Leftfield з'явився другий музикант, композитор і продюсер Пол Дейлі (Paul Daley), колишній учасник команд A Man Called Adam і Brand New Heavies, а до цього - майстер короткої стрижки у перукарському салоні. Ніл і Пол познайомилися в кінці 80-х у лондонському клубі "Violets" на ейсід-джазової вечірці. 
Трек "Not Forgotten" отримав несподівано широкий резонанс, діставшись до 17-ї позиції в англійському рейтингу і опинившись набагато успішніше, ніж очікував Барнз. Але контракт з випусковим лейблом Outer Rhythm пов'язував його по руках і ногах. Судовий розгляд нічим не допомогло музиканту і, не маючи можливості випускати нові записи, Барнз разом з новим напарником освоює ремесло реміксмейкера. Після низки маловідомих артистів свої треки їм довіряли Девід Боуї (загальний кумир їх юності), Stereo MC's і Renegade Soundwave. 
У 1992 році, щоб ні від кого більше не залежати, Барнз і Дейлі відкривають власний рекорд-лейбл Hard Hands, на якому випускають сингл «Release the Pressure», навіяний ритмами реггей і записаний з вокалістом Ерлом Сікстіном (Earl Sixteen). За його гарячих слідах виходить ще один сингл «Song of Life», що занурює в гіпнотичний транс. Він користується деякими успіхом у танцювальній публіки.

### Дебют
Музиканти неординарно підходили не тільки до звукової фактурі своїх записів, але і до підбору вокалістів, які озвучували їх тексти. На синглі 1993 року «Open up» можна почути пронизливий голос Джон Лайдон (John Lydon), колишнього лідера Sex Pistols і вокаліста PiL. Пісня, написана у співавторстві з Лайдон, потрапила на реміксерський конвеєр по черзі Ендрю Уетеролла (Andrew Weatherall) і Dust Brothers, а звідти - на сцени британських клубів. Якщо б не рядок "Горі, Голлівуд, гори" (а в Лос-Анжелесі, як на біду, у цей час якраз палали пожежі) і не заборона в останню хвилину випустити трек в ефір "The Chart Show", бути б синглу " Open up "у лідерах хіт-параду. 
Те, що не вдалося синглу Leftfield, з лишком надолужив дебютний альбом «Leftism», виданий в 1995 році. Тріумфальне Сходження цього піонерського зразка прогресив-хауса на третій рядок британського поп-чарту знаменувало глибокі тектонічні зрушення на електронній сцені. Зламуючи кордону танцювальної музики, тандем продюсерів створив радикальний звуковий гібрид, кинувши в топку хаус, даб і брейк-біт, реггей і африканські мотиви. Вперше хаус-музика заспівала колоритними, дивовижними голосами: готик-діви Тоні Холлідей (Toni Halliday), виконавця реггей Ерла Сікстіна, іронічного Джон Лайдон і таємничого Джам Джама (Djum Djum) - озвучений останнім сингл «Afro-Left» став міжнародним хітом танцювальним, відзначившись в Тор 20 клубного рейтингу США. "Leftism" був не просто популярним і успішним альбомом (з його півмільйонним накладом в рідній Великій Британії). З його появою тандем Дейлі-Барнз стали називати Pink Floyd 90-х, а альбом охрестили "Dark Side of the Disco". За второваною Leftfield доріжці в мейнстрім незабаром увірвалися Chemical Brothers і Prodigy. 
До середини 90-х музика Leftfield потрапила у поле зору, точніше в полі слуху, кінематографістів. У 1994 році Ніл Барнз і Пол Дейлі спродюсували саундтрек до фільму "Shallow Grave". Кілька композицій з дебютної платівки прозвучали у фільмі "Rogue Trader". Ще ширший резонанс отримав трек «A Final Hit» - внесок дуету в звукову доріжку до культового фільму «Trainspotting». Паралельно з роботою над новим матеріалом, для поповнення свого каталогу, музиканти записувалися під вивіскою Herbal Infusion разом з головою компанії Zoom Records Дейвом Уессоном (Dave Wesson). 
Хоча електронна музика зазвичай не асоціюється з небезпечним для здоров'я перевищенням рівня гучності, приборкувачі транс, даб і хаус-ритмів Leftfield примудрилися відзначитися і тут. Причому відзначитися з перших же кроків. Великий сценічний дебют Leftfield - в одному з амстердамських клубів - закінчився втручанням поліції, яка погрожує арештом звукорежисеру за порушення всіх допустимих норм гучності. З Голландії Барнз і Дейлі в рамках свого першого європейського туру вирушили до Бельгії. Єдиний концерт у цій країні проходив при такому рівні децибелів, що тридцять глядачів після шоу зажадали повернути гроші - вони не змогли дослухати виступ через нестерпній гучності звуку. Про цей інцидент детально писала європейська преса. У третій раз музиканти приголомшили своїх англійських прихильників вже влітку 1996 року. Зал Brixton Academy надовго запам'ятав цей день: колонки видавали такий оглушливий шум, що зі стелі почала обсипатися штукатурка. У результаті Leftfield потрапили в чорний список тих команд, яким категорично заборонено переступати поріг цього концертного залу.

### Rhythm and Stealth
За чотири роки, що минули з дня появи «Leftism», реноме дуету в музичних та немузикальних колах настільки зросла, що другий альбом «Rhythm and Stealth» (1999), ледве з'явившись у продажу, моментально очолив англійська хіт-парад. Такий же освіжаючий, винахідливий, вибухонебезпечний, як і його попередник, він носив більш експериментальний характер і був спритно інкрустований хіп-хоп-ритмами і футуристичними мотивами. Один з найколоритніших треків на альбомі, «Africa Shox», озвучив піонер електронної сцени Африка Бамбаатаа (Afrika Bambaataa), він же - співавтор цієї композиції. У різних треках прозвучали також голосу італійського вокаліста Ріно (Rino), молодого лондонського репера Roots Manuva і МС "Чеширський кіт" (Cheshire Cat). 
Найбільш розкрученим за всю кар'єру Leftfield виявився представлений на другому диску сингл «Phat Planet». Рекламний ролик пива «Guinness», в якому прозвучала ця мелодія, очолив список найкращих рекламних кліпів 2000 за версією англійського телеканалу Channel 4. Цю ж композицію використовували і творці популярного телесеріалу "Beast Machines". 
В останні роки XX століття було модно підбивати підсумки минулого століття, виставляти оцінку найкращих досягнень людини у всіх сферах людської діяльності. У 2000 році провідні ді-джеї світу більшістю голосів назвали "Leftism" найбільшим танцювальним альбомом всіх часів.

### Припинення творчою діяльності
Минуло ще два роки, за які, як очікувалося, музиканти знайдуть чим порадувати своїх шанувальників. Однак у березні 2002 року фанів Leftfield чекали сумні новини: Пол Дейлі і Ніл Барнз, зберігаючи дружні відносини, вирішили рухатися далі кожен своїм шляхом, займаючись сольними проектами. 
Посмертний привіт від піонерів прогресив-хауса пролунав в 2005 році. Скучив фани гарантували компіляції «A Final Hit: Greatest Hits» завидну (як для вже неіснуючої групи) 10-е місце в поп-чарті Великої Британії. Найкращі номери з двох студійних альбомів, ранні сингли, мелодії з кінофільмів - цього було досить, щоб знову розбурхати європейських меломанів.

### Реформування
На початку 2010 року стало відомо, що Leftfield виступить на кількох музичних фестивалях Англії. Як пізніше з'ясувалось, проект буде представлений лише одним Нілом Барнсом, тому що Дейлі зайнятий своєю сольною творчістю.

### Alternative Light Source
25 березня 2015 року вийшов новий сингл "Universal Everything", прем'єра його відбувалась на Annie Mac 's BBC Radio 1 show. Після на веб сайті Leftfield та у соцмережах було анонсовано вихід нового альбому, та нового туру з червня 2015. "Alternative Light Source", новий альбом Leftfield за останні 16 років, був виданий 8 червня 2015 року на Infectious Records.

## Дискографія

### Альбоми
- Leftism (30 січня 1995) — #3 UK
- Rhythm and Stealth (20 вересня 1999) — #1 UK
- Alternative Light Source (8 червня 2015)

### Компіляції
- Backlog (1992)
- Stealth Remixes (29 травня 2000)
- A Final Hit: Greatest Hits (3 жовтня 2005) — #10 UK

### Наживо
- Tourism (2012)

### Сингли
- «Not Forgotten»
- «More Than I Know»
- «Release the Pressure»
- «Song of Life» - #59 UK
- «Open Up» — #13 UK
- «Original» — #18 UK
- «Afro-Left» — #22 UK
- «Release the Pressure» — #13 UK
- «Afrika Shox» — #7 UK
- «Dusted» — #28 UK
- «Swords»
- «Universal Everything»